# 信夫温泉
信夫温泉(しのぶおんせん)は、福島県福島市桜本にある温泉。2021年（令和3年）に一軒宿「美肌の湯のんびり館」が閉館した後、同施設を買い取って2025年（令和7年）に「信夫温泉 青州（せいしゅう）」としてリニューアルオープンすることなった。

## 泉質
- 源泉名 : 信夫温泉
- 源泉温度 : 35℃
- 泉質 : 硫黄泉（低張性アルカリ性温泉）
- pH : 8.6

## 温泉地
福島駅の西方約10kmの山あいに位置し、約70メートルの吊り橋を渡ったところに一軒宿の「信夫温泉 青州（せいしゅう）」がある。宿は断崖の上にぽつんと建っており周囲は鬱蒼とした森が広がる。

## 歴史
1955年（昭和30年）に自然湧出の温泉として発見された。かつては信夫温泉旅館であったが、経営不振により倒産。その後「美肌の湯のんびり館」となっていた。しかし、2021年（令和3年）5月31日に新型コロナウイルス感染症流行の影響により閉館した。
その後、その一軒宿が買い取られ、2025年（令和7年）6月8日に「信夫温泉 青州（せいしゅう）」としてリニューアルオープンすることなった。

## アクセス
- 公共交通：福島駅より福島交通の高湯温泉行きバスで約30分、「信夫温泉」バス停より徒歩すぐ。休日には3往復しか設定されていない。
- 車：東北自動車道福島西ICから国道115号、福島県道5号上名倉飯坂伊達線、福島県道70号福島吾妻裏磐梯線を経る。

## 周辺
- 高湯温泉
- 磐梯吾妻スカイライン